# USS Stargazer
A USS Stargazer (NCC-2893) egy föderációs űrhajó a Star Trek-történetekben.

## Története
Ez a Constellation osztályú hajó volt az első csillaghajó, aminek Jean-Luc Picard a kapitánya volt. Picard eredetileg a Stargazer első tisztje volt, ám amikor a kapitány, Daithan Ruhalter 2333-ban egy bevetés során halálos sérülést szenvedett, kinevezték a hajó kapitányává és egészen 2355-ig be is töltötte ezt a tisztet. Ekkor a Maxia-rendszerben egy ferengi hajó támadt a Stargazerre, ami felett Picard a később "Picard-manőverként" megismert taktikával sikeresen győzedelmeskedett. Az eljárás lényege az volt, hogy olyan érzékcsalódást keltsen mintha a hajó egyszerre két helyen lenne, és az így megzavarodott ellenség meglepettségét kihasználva azután pedig torpedókkal és fézerrel tüzeljen az ellenséges hajó gyenge pontjaira. Az ütközet során azonban a Stargazer olyan súlyos, javíthatatlan sérüléseket szenvedett, hogy legénysége az elhagyására kényszerült.
Évekkel később, 2364-ben már az Enterprise-D kapitányaként Picard találkozott egy másik ferengi hajó legénységével, akik "Maxia hősének" hoztak "ajándékot". Mint kiderült ez nem volt más, mint Picard régi hajója a Stargazer. Picard amúgy a Stargazeren együtt szolgált Jack Crusher parancsnokhelyettessel, az Enterprise-D hajóorvosának, Beverly Crushernek a férjével is, aki a barátja volt és aki 2354-ben, szintén bevetés közben hunyt el. Picardot emiatt később bűntudat gyötörte. A ferengi hajó kapitánya, Daimon Bok azonban egyáltalán nem minden hátsó szándék nélkül hozta a hajót: Bok fia a Maxiánál történt ütközetben vesztette életét, és ezt akarta a kapitányon a Stargazer segítségével megbosszulni. Picard gondolatait már egy ideje folyton a Maxia-ütközet kötötte le, álmaiban is folyton visszatért, mivel mint később kiderült a ferengi egy tudatmódosító készülékkel folyamatosan befolyásolta a kapitány gondolatait. Bok terve az volt, hogy a tudatmódosított Picard-ot a Stargazerre csalja és ráveszi: hajtsa végre a "Picard-manővert" az Enterprise-zal szemben mintha megint a Maxia-ütközetben lenne, azaz semmisítse meg ugyanúgy a saját, új hajóját mint azt, amin Bok fia szolgált - mindezt stílszerűen a Stargazerrel. A terv azonban nemcsak azért nem vált be, mert az Enterprise-on rájöttek Picard manipulálására és arra is, hogy ebben az állapotban az azóta az Akadémián is oktatott manőverre készül, hanem mert közben a ferengik Bokot is félreállították, mert egy olyan dologra vesztegeti az időt, ami nem a profitról szól. A manőver sikeres, de a támadás sikertelen végrehajtása után sikerült a Stargazer hídján tartózkodó kapitányt rávenni semmisítse meg a gömböt, ami az állapotát okozta és ezután a kapitány hazatranszportált. A hajó modelljét egyébként emlékként Picard az irodájában tartotta.
A Stargazert ezután elvontatták, majd felújítását követően a Csillagflotta Múzeumában helyezték el.

## Az új Stargazer
A Star Trek: Picard sorozat második évadában jelenik meg egy új Stargazer nevű hajó, mely egy új osztály, a Sagan osztály első hajója. Ennek a hajónak is négy térhajtóműve van, részben Borg technológiával rendelkezik, a regisztrációs száma pedig NCC-82893, azaz az eredeti Stargazer száma egy plusz 8-assal kiegészítve, mivel a 25. században már 8-cal kezdődnek az új hajók regisztrációs számai.

## Háttér
A Stargazert és az így létrejött Constellation osztályt a Star Trek két akkori vezető látványtervezője, Rick Sternbach és Andrew Probert alkották meg a fejlesztett Constitution osztályú Enterprise bolti makettjének felhasználásával. Lényegében két Constitution osztálynyi hajóalkatrészt dolgoztak egybe látványos módosításokkal: két pár hajtóműgondola vízszintesen, két impulzushajtóműegység függőlegesen, két tányéregység felső burkolata alulra és felülre, majd az ezekhez kapcsolódó egyedi készítésű hajtóműpilonok, szélesítések, bővítések, és egyéb plusztartozékok alkották a hajót. Érdekesség, hogy először a Picard irodájában szereplő modell készült el sárga színben, névtelenül, NCC-7100-as regisztrációs számmal, amihez akkor még nem fűztek különösebb jelentőséget, de mikor sorra került az epizód, melyben szerepel Picard régi hajója, Sternbach és Probert egy új, sokkal autentikusabb makettet készítettek: a föderációs hajókra jellemző szürkéskék színben és NCC-2893-as regisztrációs számmal készült el a Stargazer.
A Sagan osztályú új Stargazer már teljesen saját tervezésű hajó, a fedélzetén viszont felbukkant egy addig ismeretlen elődhajó modellje a Picard féle Stargazeren kívül, mely a külleme, mérete és száma (NCC-1578) alapján még korábban, feltehetően valamikor a 23. században lehetett szolgálatban, ezt a hajótípust utólag Radiant osztálynak nevezték el.